# Heinrich III. (Berchtesgaden)
Heinrich († 21. Januar 1257) war Augustiner-Chorherr und als Heinrich III. von 1252 bis 1257 Propst des Klosterstifts Berchtesgaden.
Heinrich war laut Brugger erst seit 1253, nach Feulner, A. Helm und Joseph Ernst von Koch-Sternfeld jedoch bereits seit 1252 Propst des Klosterstifts Berchtesgaden. Und während Brugger davon ausgeht, Heinrich hätte sich wegen der schweren Zeiten – unter anderem wegen eines verheerenden Hungerwinters – schon nach fünf Jahren 1257 „zur Resignation entschlossen“, ist er laut Koch-Sternfeld in diesem Jahr verstorben. Zu einem Zeitpunkt, als infolge eines päpstlichen Interdikts alle Kirchen gesperrt waren. Alle Quellen sind sich jedoch einig darin, dass Heinrich der erste infulierte Propst gewesen sei, d. h. Papst Alexander IV. bestätigte nicht nur die Privilegien des Berchtesgadener Landes, sondern gewährte 1255 Heinrich und allen nachfolgenden Pröpsten „für alle Zeiten“ das Tragen der Insignien Mitra, Ring und Sandalen, was sie schon fast den Bischöfen gleichstellte.
Zuvor profitierte Heinrich bereits von dem 1156 ausgestellten „Freiheitsbrief“ des Kaisers Friedrich Barbarossa, der dem Berchtesgadener Klosterstift die Forsthoheit gewährte, sowie von der eigenmächtigen Erweiterung dieser „Goldenen Bulle“ im Jahr 1180 durch seinen Vorgänger Propst Friedrich I. um die Schürffreiheit auf Salz und Metall. Dank der seit 1194 gültigen „Magna Charta der Berchtesgadener Landeshoheit“ vermochte er zudem als Landes- und Gerichtsherr nicht nur die niedere, sondern auch die hohe Gerichtsbarkeit auszuüben. Und seit 1209 war den Berchtesgadener Pröpsten durch Papst Innozenz III. das Recht der freien Jurisdiktion über alle Laien innerhalb des päpstlichen Immunitätsgebietes bestätigt worden. Das Verhandlungsgeschick von Vorgängern wie Friedrich II. konnte zwar nicht verhindern, dass die Domherren ab 1211 zu beiden Seiten der Berchtesgadener Ache bis Schellenberg Holz zum Salzsieden schlagen durften, doch immerhin wurden die Eigentumsrechte insofern gewahrt, als das Salzburger Domkapitel dafür jährlich zwei Goldstücke, der Erzbischof selbst ein Talent an das Stift Berchtesgaden zu entrichten hatten.